# Николас Чабраја
Николас Д. Чабраја (рођен 6. новембра 1942. у Гери, Индијана) амерички је адвокат српског порекла и бивши извршни директор General Dynamics Корпорејшн (енгл. General Dynamics Corporation) српског порекла.

## Биографија
Правни факултет на Универзитету Нортвестерн дипломирао је 1967. године. У адвокатској канцеларији Ђенер и Блок радио је скоро тридесет година, од 1968. до 1997. године. Био је специјални саветник Представничког дома САД. На позицију саветника у General Dynamics долази 1993. године, а од 1996. до 1997. је потпредседник Компаније. За главног Извршног директора Џенерал Дајнамикса изабран је 1997. године и обављао је до 30. јуна 2009. године, са најдужим стажом на тој позицији у Компанији.
Под његовим руководством General Dynamics је брзо растао, углавном кроз аквизиције: од четири милијарде долара у продаји и 29.000 запослених у 1997. години до 29,3 милијарди долара у продаји и 92.900 запослених у 2008. години. Николас Д Чабраја добио је укупну накнаду (отпремнину) од 17,9 милијарди долара чиме се сматра најбогатијим Србином на свету и био је увршетн у листу 24 најуспешнија директора у САД, према Бренден Вод Интернашонал.
Николас (Никола) Чабраја је велики добротвор српским храмовима и српским организацијама у Америци

## Порекло
Преци Николаса (Николе) Чабраје пореклом су из села Доњи Сјеничак на Кордуну. У Сједињене Америчке Државе доселили су почетком 20. века са великим таласом усељеника из тадашње Аустро-Угарске.